# T.J. Warren

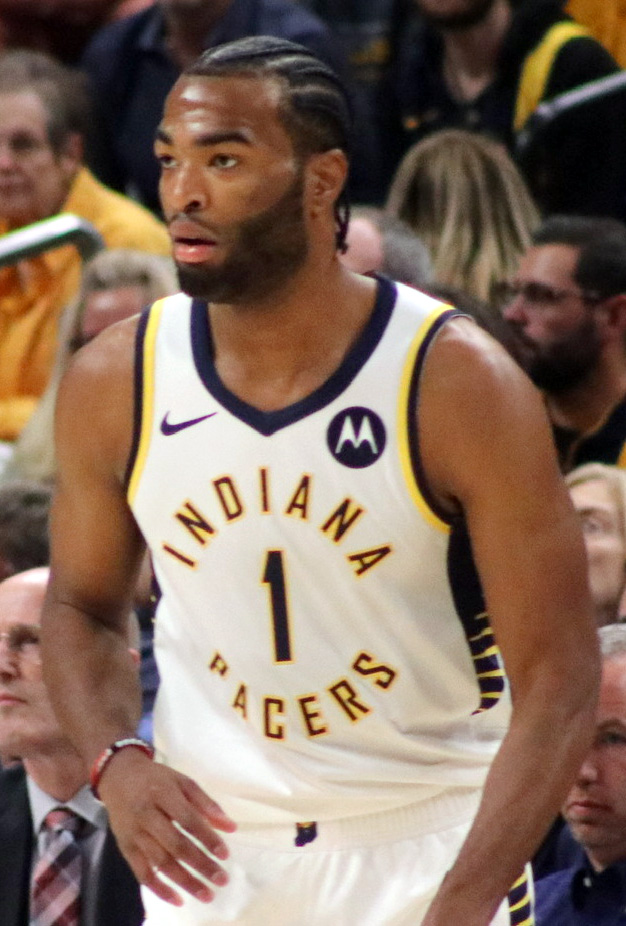
T.J. Warren, 2019.

Anthony "T.J." Warren Jr., född 5 september 1993 i Durham i North Carolina, är en amerikansk professionell basketspelare (SF/PF) som spelar för New York Knicks i National Basketball Association (NBA). Han har tidigare spelat för Phoenix Suns, Indiana Pacers, Brooklyn Nets och Minnesota Timberwolves.
Warren draftades av Phoenix Suns i första rundan i 2014 års draft som 14:e spelare totalt.
Innan han blev proffs studerade Warren vid North Carolina State University och spelade för deras idrottsförening NC State Wolfpack.